# Археолошки локалитет Белетинци
Археолошки локалитет Белетинци се налази у Обрежу и под заштитом је Завода за заштиту споменика културе Сремска Митровица. С обзиром да представља значајну историјску грађевину, проглашен је непокретним културним добром Републике Србије.

## Историја
Музеј Војводине је 1961. године открио и испитао пет сонди на површини од 290 m². У хумусном слоју дебљине око 30 центиметара су нађени фрагменти кућног лепа и керамике. Културни слој дебљине око 1 метар показује све карактеристике једнослојног насеља испод којег се налази светложута, песковита здравица са две укопане културне јаме. У првој сонди је откривена оштећена кућа са три очуване просторије димензије 7,5 × 4,86 метара. У првој и другој просторији су нађена огњишта, у другој сонди је испитан део очуваног пода куће, а у четвртој и петој сонди је нађена већа количина компактног лепа за које се претпоставља да припада стамбеним објектима. На Белетинцима је откопан мали број оруђа од камена. Од окресаног оруђа су највише заступљени ножеви који су често изграђивани од белог камена, варијанте вулканског туфа погодне за обраду. Такође су нађени стругач, криви нож и мало сечиво познато из старијих хоризоната винчанско-тордошке фазе. Коштане алатке су такође ретке, шила су изграђена од животињских костију и припадају типу већих ваљкастих алатки са кратким зашиљеним врхом. Пољопривредне алатке, мотике и усадници са рупом за уметање камених сочива су обрађене од јеленских рогова. Типови оруђа и оружја од камена и кости са Белетинаца и техника њихове обраде се уклапају у опште карактеристике материјалне културе насеља винчанско-плочиначке фазе које примају прве утицаје употребе метала. Највише су заступљене дубоке зделе са извијеним вратом и наглашеним оштрим раменом, веће и мање зделе са увученим ободом, зделе са вишим или нижим вертикалним вратом и неколико фрагмената плитких здела са изливком. Облици судова са Белетинаца типолошки хронолошки одговарају керамици са локалитета винчанско-плочиначке фазе. Теракоте са овог локалитета представљају стојеће фигуре са птичијим лицем стубастог облика. Нађени су такође антропоморфни и зооморфни амулети. На основу досадашњих истраживања на локалитету Белетинци констатовано је да остаци откривеног насеља припадају млађем периоду винчанско-плочничке фазе. У централни регистар је уписан 17. новембра 2006. под бројем АН 149, а у регистар Завода за заштиту споменика културе Сремска Митровица 10. октобра 2006. под бројем АН 12.